# Дмитрий Бистров
Дмитрий Бистров е руски футболист и треньор. Най-известен като футболист на ЦСКА Москва в края на 80-те и началото на 90-те години. Шампион на СССР през 1991 г.

## Кариера
Юноша е на Локомотив (Москва). Дебютира за мъжкия отбор през 1984 г., като „железничарите“ по това време са във второто ниво на съветския футбол - Първа лига. След като през следващата година се налага в тима, той е привлечен в състава на ЦСКА Москва. Голяма част от първата си година в армейския клуб прекарва в дублиращия тим, но в края на 1986 г. става част от стартовия състав. Впоследствие става основен централен бранител на ЦСКА, заедно с Дмитрий Галямин. Под ръководството на Павел Садирин тимът печели промоция във Висшата лига на СССР, а през 1991 г. печели шампионската титла и купата на страната.
След разпада на СССР, за разлика от много основни футболисти на тима, остава в състава на „армейците“. През 1993 г. обаче отношенията му с новия треньор Генадий Костилев се развалят. Бранителят страда от алкохолизъм, а и блъска с автомобила си полицай. Макар делото по-късно да е отменено, Бистров прекарва почти целия сезон в дублиращия отбор. С идването на Александър Тарханов е реабилитиран, но тимът крета в средата на таблицата и резултатите не се подобряват. След като Тарханов решава да подмлади състава, Бистров и Валерий Брошин напускат в посока Зенит. В тима на „питерци“ играе година и половина, като записва 35 срещи.
След това кариерата му минава през Шинник, узбекистанския Навбахор, Локомотив Нижни Новгород, Металург Липецк и казахстанския Аксес Голдън Грейн, където се задържа по един сезон. През 2001 г. става играещ треньор на Пресня (Москва).
Умира на 1 юни 2005 г.

## Успехи
- Шампион на СССР – 1991
- Купа на СССР – 1991